# Stämningsgården
Stämningsgården är en ort i Skellefteå kommun.

## Tätorten
1960 avgränsade SCB här en tätort med 473 invånare inom Skellefteå landskommun. 1965 hade tätorten sammanvuxit med Skellefteå tätort. Vid 2010 års tätortsavgränsning ligger Stämningsgården fortfarande inom den västra delen av Skellefteå tätort.